# قيفان (الشغادرة)

تعديل مصدري - تعديل

قيفان هي إحدى قرى عزلة جبل الشغادرة بمديرية الشغادرة التابعة لمحافظة حجة، بلغ تعداد سكانها 376 نسمة حسب تعداد اليمن لعام 2004.